# Luciano Castellini
Luciano Castellini (Milão, 12 de dezembro de 1945) é um ex-futebolista italiano que atuava como goleiro.

## Carreira
Luciano Castellini fez parte do elenco da Seleção Italiana de Futebol na Copa do Mundo de 1974.